# Zielfahnder – Flucht in die Karpaten
Zielfahnder – Flucht in die Karpaten ist ein deutscher Fernsehfilm aus dem Jahr 2016. Regie führte Dominik Graf, das Drehbuch schrieb Rolf Basedow. In den Hauptrollen sind Ulrike C. Tscharre und Ronald Zehrfeld als Zielfahnder zu sehen, die einen rumänischen Gangster verfolgen. 2019 wurde der Film mit Blutiger Tango fortgesetzt und 2024 mit Polarjagd.

## Handlung
Liviu Caramitru, Mitglied einer europaweit agierenden rumänischen Verbrecherbande, kann gemeinsam mit einem Komplizen aus einem Düsseldorfer Gefängnis ausbrechen. Die Spur der beiden führt nach Berlin, wo sich Spezialeinheiten der Polizei an die  Fersen einer Helferin Caramitrus heften. Die fährt die Ausbrecher in Richtung der polnischen Grenze, wo zwar der Komplize gefasst wird, Caramitru aber die Flucht über die Oder nach Polen gelingt.
Als Caramitru durch ein abgehörtes Handytelefonat in Bukarest geortet wird, machen sich Hanna Landauer und Sven Schröder, Zielfahnder des nordrhein-westfälischen LKA, auf den Weg nach Rumänien. Landauer hatte bereits in der Vergangenheit mit Caramitru zu tun, bei einem Verhaftungsversuch schoss er ihren damaligen Kollegen lebensgefährlich an. Sie selber war dabei so nervös, dass sie nicht schießen konnte und überlebte nur, weil es Caramitru nach eigener Aussage seine Ehre verbiete, auf Frauen zu schießen.
In Rumänien werden Landauer und Schröder von der örtlichen Polizei kaltgestellt. Ermittlungen der beiden auf eigene Faust im Bukarester Nachtleben enden in einer wüsten Schlägerei, führen aber zum Ehemann von Caramitrus Geliebter, der den Tipp gibt, dass der zur Hochzeit seiner Schwester in seinen Heimatort in den Karpaten fährt.
Landauer und Schröder sind am Tag der Hochzeit gemeinsam mit einem Großaufgebot der Polizei vor Ort. Als der vermeintliche Caramitru gesehen und festgenommen wird, handelt es sich allerdings nicht um den Gesuchten, sondern um dessen Bruder Ion. Die Polizei nimmt an, dass Liviu Caramitru von ihrer Anwesenheit wusste, und da außerdem der Tippgeber aus seiner Hochhauswohnung zu Tode gestürzt ist, liegt die Vermutung nah, dass die Ermittlungsergebnisse an Caramitru verraten werden. Tatsächlich findet Karl Vieth, der Chef der Zielfahndereinheit,  heraus, dass Susanne Lorenz, die Sekretärin des nordrhein-westfälischen Justizministers die undichte Stelle ist. Ihr Bruder hatte Spielschulden bei rumänischen Gangstern, womit sie erpresst wurde. Nach der Aufdeckung begeht sie Selbstmord.
Nach der geplatzten Festnahme werden Landauer und Schröder von den Dorfbewohnern auf die Hochzeitsfeier eingeladen. Am nächsten Tag verrät Caramitrus Ehefrau Landauer, dass sich ihr Mann und seine Geliebte in den Bergen bei einem Schäfer aufhalten. Gemeinsam mit Florin, der als einziger von der Bukarester Polizei noch vor Ort ist, und berittenen Bergpolizisten wollen sie Caramitru dort festnehmen. Der schießt auf die Polizei und versucht zu Fuß zu entkommen, nachdem ihm die Munition ausgeht. Landauer verfolgt ihn und kann ihn stellen. Im Kampf stürzt sie fast in eine Schlucht, kann sich gerade noch an einem Strauch festhalten und wird von Caramitru wieder hinaufgezogen, der in dem Moment von einem der herbeieilenden Polizisten erschossen wird. Im Sterben sagt er: „Am Ende hast du mich erwischt“ und küsst Landauer.

## Hintergrund
Zielfahnder – Flucht in die Karpaten wurde in Köln, Düsseldorf und Bergheim sowie in Rumänien in Bukarest, Cârțișoara und im Bucegi-Gebirge gedreht. Die Uraufführung des Films war am 27. Juni 2016 im Rahmen des Filmfests München. Die Erstausstrahlung im Fernsehen am 19. November 2016 auf Das Erste sahen 5,03 Millionen Zuschauer, was einem Marktanteil von 16,3 % entspricht.

## Rezeption

### Kritik
Christian Buß nennt den Film auf Spiegel Online einen „Gewaltakt von Film, ein Entfesselungsabenteuer!“ Seiner Meinung nach unterscheidet er sich positiv von den „scheußliche[n] Euro-Krimis, in denen deutsche Darsteller vor Wellen, Berg- und Seenlandschaft bretonische, italienische oder Schweizer Ermittler geben.“
Der Filmdienst lobt Dominik Grafs Inszenierung  als „spannende, flirrend-ekstatisch erzählte Mischung aus Krimi und Road Movie, die sich jenseits der Pfade funktionaler Ermittlerlogik mit ihren Hauptfiguren auf die Erkundung eines [sic] fremden Welt einlässt.“
Für Rainer Tittelbach handelt es sich um „[e]in hoch dynamisches, sinnliches, gleichzeitig physisch realistisches Stück Fernsehen.“

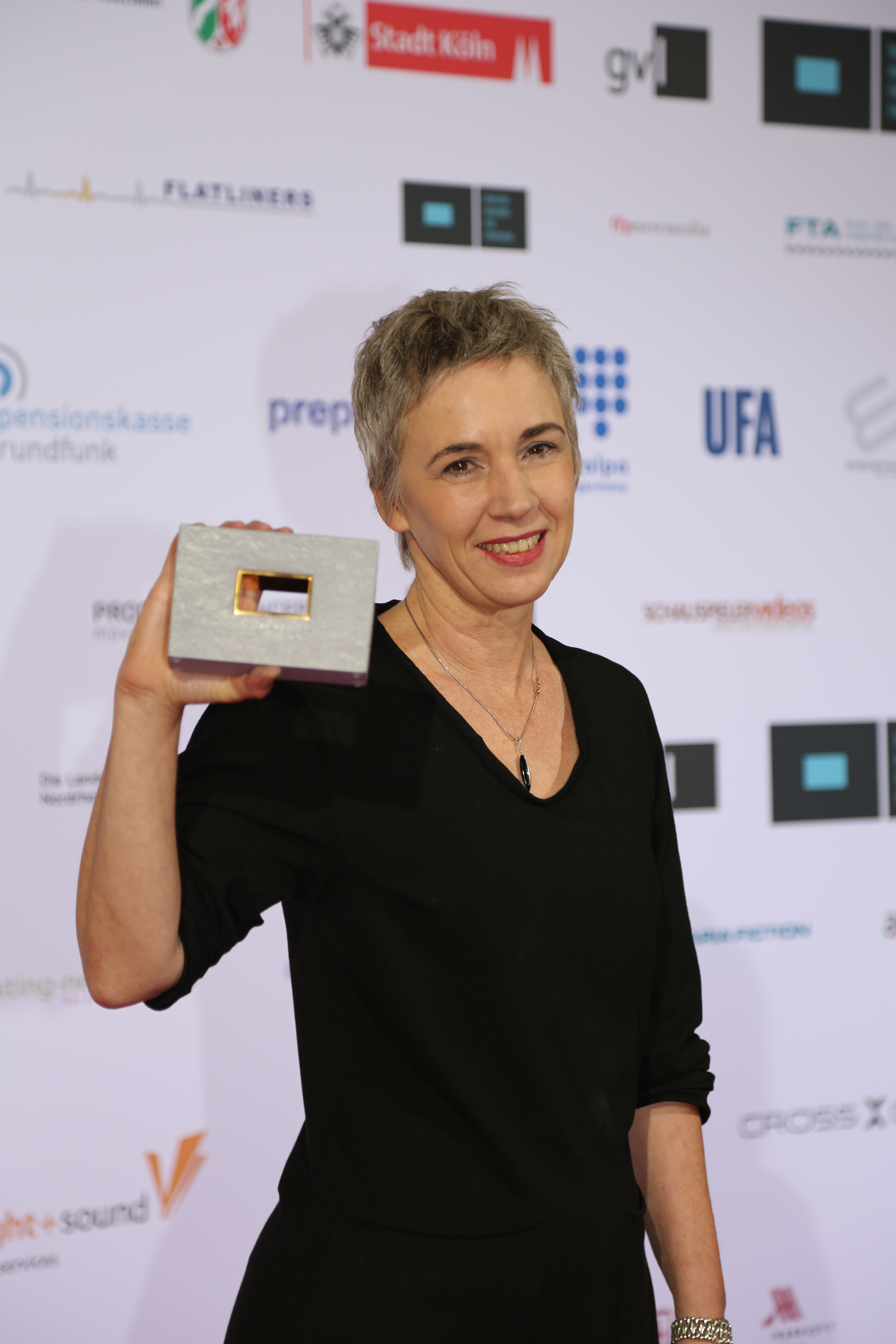
Claudia Wolscht mit der Auszeichnung der Deutschen Akademie für Fernsehen 2017

### Auszeichnungen
Die Filmeditorin Claudia Wolscht erhielt 2017 den Deutschen Fernsehpreis sowie eine Auszeichnung der Deutschen Akademie für Fernsehen in der Kategorie Bester Schnitt.
Bei der Goldenen Kamera 2017 und beim Jupiter-Award 2017 war der Film in der Kategorie Bester deutscher Fernsehfilm nominiert. Ulrike C. Tscharre wurde beim Jupiter-Award 2017 in der Kategorie Beste Schauspielerin Hauptrolle nominiert und mit dem Deutschen Fernsehkrimipreis als beste Darstellerin ausgezeichnet.
Dominik Graf erhielt von der Deutschen Akademie für Fernsehen eine Nominierung als Bester Regisseur.